# Romano Guardini

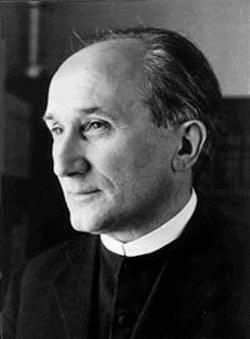
Romano Guardini omstreeks 1920

Romano Guardini (Verona, 17 februari 1885 – München, 1 oktober 1968) was een Duitse katholieke priester, theoloog en filosoof. Hij werd geboren uit Italiaanse ouders maar woonde en werkte gedurende zijn hele leven in Duitsland. Guardini promoveerde als theoloog aan de universiteit van Freiburg. Tussen 1923 en 1939 was hij hoogleraar voor godsdienstfilosofie en katholieke wereldbeschouwing te Berlijn. Bij het uitbreken van de Tweede Wereldoorlog onderbrak hij noodgedwongen zijn professoraat. Na de oorlog werd hij hoogleraar te Tübingen.

## Biografie

### Priesterroeping en promotie
Guardini studeert eerst scheikunde (Tübingen) en economie (Münster), maar beide studies mislukken. Hij worstelt met de zin van het bestaan. Na een confrontatie met de kritiek op de Godsbewijzen van Kant beseft hij dat hij zijn geloof verloren heeft. Hij maakt een bekeringsmoment mee, een moment van volle overgave. Later overvalt hem zijn priesterroeping. Hij gaat theologie studeren in Freiburg, en na deze studie meldt hij zich bij het seminarie van Mainz. Op 28 mei 1910 wordt hij priester gewijd.
Guardini wil promoveren, maar moet eerst enkele functies binnen het bisdom vervullen. De toenmalige liturgie deprimeert hem, maar het preken geeft voldoening. In 1915 promoveert hij in Freiburg op een proefschrift over de verlossingsleer van Bonaventura. Deze keuze is in zekere zin programmatisch: Bonaventura is bij uitstek een mystiek godsgeleerde, die, in de lijn van de Augustijnse ken- en Godsleer, een sterke band ziet tussen God en de mens. Het is overigens frappant dat Paus Benedictus XVI een proefschrift over Augustinus en een Habilitationsschrift over Bonaventura heeft geschreven.

### Werken aan een nieuwe wereld
In 1920 krijgt hij studieverlof om in Bonn zijn Habilitation te gaan halen, opnieuw over Bonaventura. Vervolgens kan hij in Berlijn godsdienstfilosofie en katholieke wereldbeschouwing gaan doceren. Zijn hoorcolleges zijn vermaard.
Dat neemt niet weg dat Guardini al vanaf zijn jonge jaren hevig te kampen heeft met depressies (Vom Sinn der Schwermut (1928)). In de laatste jaren van zijn leven zullen deze klachten ernstiger worden.
In dezelfde periode (1923-1939) is Guardini verbonden aan de Quickborn jeugdbeweging van Burg Rothenfels aan de Main. Hier probeert hij de jeugd een nieuw bewustzijn aan te kweken van hun katholieke identiteit en taak in de wereld. Zijn Werkwochen (spel, sport, theologisch onderricht en bezinning) worden beroemd. In zekere zin is Burg Rothenfels een proefstation voor zijn gedachtegoed.
In 1939 moet Guardini door de bemoeiingen van de nazi’s vervroegd met emeritaat. Burg Rothenfels wordt geconfisqueerd. Guardini krijgt een spreekverbod. De Tweede Wereldoorlog wordt een productieve tijd voor zijn schrijven.

### Het einde van een tijdperk
De Tweede Wereldoorlog laat in Duitsland diepe wonden na. Velen vragen zich af hoe een beschaafd volk deze verschrikkingen heeft kunnen laten gebeuren. Er ontstaat een indruk dat het ideaal van de moderne, redelijke, humane mens ten einde gelopen is. Guardini is door de oorlog veranderd. Hij meent dat de catastrofe met Hitler uiting en voorbode is van het einde van een tijdperk en tegelijk het angstwekkende begin van een nieuw tijdperk. Hij herhaalt steeds hoe dat alles wel moest gebeuren in het kader van de toenmalige cultuurgeschiedenis. Hij thematiseert dit in zijn essay Das Ende der Neuzeit (1950), maar in het enthousiasme van de wederopbouw vindt zijn geluid geen weerklank.
In de jaren ’50 en ’60 komt toch ook erkenning op gang (onder andere de Vredesprijs van de Duitse Boekhandel (1952), de (Nederlandse) Erasmusprijs (1962) - als eerste theoloog, later gevolgd door prof.dr. Schillebeeckx (1982) - eredoctoraten en ereburgerschappen).
In 1962 hield hij bij de uitreiking van de Erasmusprijs de rede Europa werkelijkheid en taak. Veertig jaar nadien werd in de Laurenskerk in Rotterdam een symposium onder ongeveer dezelfde titel gehouden: Europa werkelijkheid en opgave.
Als blijk van kerkelijke erkenning wil Paulus VI hem in 1965 tot kardinaal creëren, maar Guardini weigert vanwege zijn zwakke gezondheid. Overigens wordt deze 'kardinaalsbenoeming' door de Duitse theoloog Lochbrunner na onderzoek als een fabel beschouwd. Guardini overlijdt in 1968.

## Zijn theologie

### Werkgebied
Guardini is generalist. Zijn oeuvre is omvangrijk en tegelijkertijd erg gevarieerd. Verscheidenen hebben indelingen van zijn werk gemaakt, maar elke indeling schiet tekort. Guardini schreef over Christus en over de heiligen, over literatuur, over grote denkers, over liturgie en gebed, over mens en wereld, over pedagogie, over christelijk bestaan, over cultuurhistorie en over vele bijbelfragmenten. Zou men het willen onderbrengen onder één noemer, dan zou dat zoiets kunnen zijn als ‘christelijk bestaan’.

### Werkwijze
Guardini is een existentieel theoloog: zijn levensloop is sterk verbonden met zijn theologisch denken. Guardini is een gepassioneerd denker, geen ‘kamertheoloog’ die een groots systeem uitbouwt. Zijn theologie vertrekt uit het concrete leven. Hij wil de wereld, de waarheidservaring als uitgangspunt nemen. Elke theologische verhandeling is voor hem resultaat van een affectief proces. Biddend theologiserend maakt hijzelf een worsteling met de materie, en door deze worsteling komt hij tot een inzicht, tot een standpunt. Theologie raakt heel zijn wezen. Zijn denken heeft daardoor iets visionairs: hij heeft het gevaar dat de mens bedreigt, gezien, en wil hem redden. Zowel zijn kenleer als zijn theologie zijn doordrongen van het besef dat het geloof een overgave is aan God, en in deze zin ten diepste toe een sprong, die niet rationeel verhelderd kan worden. Overgave is het sleutelwoord. Zijn theologie is veel meer spiritualiteit dan exacte theologie. Weten, handelen en bidden, gaan voor hem samen.
In zijn denken en in zijn colleges, vooral in Berlijn, gaat Guardini in levendig gesprek met auteurs als Hölderlin, Dostojevski, Rilke, Pascal, Kierkegaard e.a.

### Voornaamste zorg
Guardini’s voornaamste zorg is hoe de christen zijn bestaan moet beleven in de wereld van vandaag, die gekenmerkt wordt door wetenschap en techniek, en dus door een zeer sterk gegroeide macht van de mens over anderen en over zijn wereld. Gedurende heel zijn theologische werk worstelt Guardini voortdurend met de vraag hoe de christen zich moet gedragen in een dergelijke wereld. Hij vraagt zich af hoe het christelijke bestaan in de diepe zin van het woord zich verhoudt tot een wereld die steeds minder God centraal stelt, en steeds meer de wereld en de mens.
Het antwoord op deze vragen zal hem leiden tot een bepaalde visie op de geschiedenis, een methode om de wereld te begrijpen vanuit theologisch perspectief en tevens tot een krachtige waarschuwing aan de mensen van deze wereld, in het bijzonder de christenen. Guardini is een denker die vanuit een theologisch perspectief de moderne wereld beschouwt, om van daaruit de christen op te roepen deze wereld Godwaardig te houden en daardoor tevens menswaardig. Deze veelomvattende taak ziet hij zonder meer als zijn theologische roeping.

### Godsbeeld
Guardini wordt een ware medevernieuwer van het religieuze bewustzijn van de twintigste eeuw. De traditionele theologie ging ervan uit dat God de waarheid was. Toch kwam haar theologie in neoscholastieke vorm voor als een abstract bouwwerk, met God als een soort sluitstuk, waarin God weinig uitnodigde tot persoonlijke overgave en rijk geloofsleven. Dit werd gecompenseerd door een wat zoetige volksvroomheid. Guardini brengt in zijn Godsbeeld (veeleer vanuit de mystiek) zowel vroomheid als absolute waarheid samen. God is voor hem de concrete, levende God, met wie de mens een relatie kan aangaan. Al in de liturgie trachtte Guardini dit levend-concrete karakter van God aanwezig te stellen.
Het centrale thema van Guardini’s Godsleer is Jezus Christus. Hij ziet Hem als de middelaar tussen God en de mens. In Christus ervaart de mens hoe God is. Enerzijds is Christus God, en Guardini beklemtoont dit sterk tegen de liberale theologie van de protestanten en het modernisme in. Anderzijds is Christus tegelijk mens, en dus ten diepste verbonden met deze wereld.

## Werken
Een selectie uit zijn oeuvre.
- Vom Geist der Liturgie (1918)
- Vom Sinn der Schwermut (1928) in het Nederlands opnieuw vertaald in 2001, Over de melancholie
- Der Herr (1937), De Heer (1947)
- Das Wesen des Christentums (1938)
- Freiheit, Gnade, Schicksal (1949)
- Briefe über Selbstbildung (1925/1930)
- Vorschule des Betens (1948)
- Das Ende der Neuzeit (1950)
- Vrijheid, genade, lot (1950)
- Verantwortung - Gedanken zur jüdischen Frage (1952) (Academische rede)
- De Moeder van de Heer (1958)
- Tijdperken des levens, hun ethische en pedagogische betekenis (1963) (Oorspronkelijke titel Lebensalter)
- Deugden (1964) (Oorspronkelijke titel Tugenden. Meditationen über Gestalten sittlichen Lebens, 1963)

- Bibsys: 90099352
- Biblioteca Nacional de España: XX1080789
- Bibliothèque nationale de France: cb11906095t (data)
- Catàleg d'autoritats de noms i títols de Catalunya: 981058510940206706
- CiNii: DA00781059
- Gemeinsame Normdatei: 118543105
- International Standard Name Identifier: 0000 0001 2095 7633
- Library of Congress Control Number: n50032999
- Nationale Bibliotheek van Letland: 000108228
- Bibliotheek van het Japanse parlement: 00441901
- Nationale Bibliotheek van Tsjechië: jn19990002967
- Nationale bibliotheek van Australië: 35155541
- Nationale Bibliotheek van Israël: 987007262132705171
- Nationale Bibliotheek van Polen: a0000001179122
- Nationale en Universitaire bibliotheek Zagreb: 000036278
- Nederlandse Thesaurus van Auteursnamen: 068587163
- Istituto Centrale per il Catalogo Unico: CFIV008438
- SNAC: w63s30ps
- Système universitaire de documentation: 026905442
- Trove: 844903
- Virtual International Authority File: 24602326
- WorldCat: E39PBJrRdYqyWT7HHCKgM4bjmd